# Syzygium dansiei
Syzygium dansiei är en myrtenväxtart som beskrevs av Bernard Patrick Matthew Hyland. Syzygium dansiei ingår i släktet Syzygium och familjen myrtenväxter. Inga underarter finns listade i Catalogue of Life.